# Добрі новини з Ватикану
«Добрі новини з Ватикану» (англ. Good News from the Vatican) — оповідання Роберта Сілверберга 1971 року, в якому йдеться про обрання робота Папою Римським. Твір виграв нагороду «Неб'юла» за найкраще оповідання 1972 року.

## Сюжет
Група туристів, серед яких є католицький єпископ і рабин, перебувають в Римі під час неочікуваного конклаву для обрання нового Папи. Мандрівники збираються кожного дня в кафе біля Площі Святого Петра і обговорюють свої думки щодо можливого робота-Папи. За чутками два основних конкуренти — кардинал Ашуга з Мілану і кардинал Карчофо з Генуї, не можуть набрати потрібної підтримки в конклаві. Оповідач з групи і представники духовенства оптимістично ставляться до можливості робота служити Папою, тоді як інші відкрито висловлюють свої побоювання. З кафе видно білий дим — традиційний знак вдалих виборів, і робот з'являється на балконі Собору Святого Петра як новий Папа Сікст VII (станом на 2016 рік було тільки п'ять Пап з таким ім'ям). В кінці оповідання Папа Сікст підіймається в повітря за допомогою реактивних двигунів, і виголошує благословення.

## Тлумачення
Згідно з енциклопедією наукової фантастики (англ. The Encyclopedia of Science Fiction), оповідь звеличує «інтеграцію робота в людську релігійну культуру», але інші критики відзначають іронічний та сатиричний відтінок твору. Пол Браянс вказує, що сатиричний намір тексту можна бачити уже в першому параграфі, де згадані імена кардиналів, які італійською означають рушник (італ. asciuga) і артишок (італ. carciofo). Дон д'Аммасса пише що це «тиха, недооцінена сатира» і відмічає теми зростання однорідності і дегуманізації релігії.